# Josef Reitinger
Josef Reitinger (* 11. Mai 1922 in Schwarzenberg, Oberösterreich; † 30. Oktober 1994) war ein österreichischer Prähistoriker.
Reitinger studierte Ur- und Frühgeschichte an den Universitäten Wien bei Richard Pittioni und Innsbruck bei Leonhard Franz (1895–1974) und wurde promoviert. Beruflich war er seit 1953 als Referent für Vorgeschichte am Oberösterreichischen Landesmuseum in Linz tätig. Das Museum verdankt ihm eine Neuordnung der archäologischen Sammlung.
Von ihm liegen etwa sechzig Veröffentlichungen vor, darunter einige sehr umfangreiche. Die Ur- und Frühgeschichte Oberösterreichs war sein Forschungsschwerpunkt. Ein Spezialgebiet war die späte Eisenzeit, dazu gibt es grundlegende Untersuchungen. Auch bibliographisch war Reitinger tätig. Die Forschung verdankt ihm den dritten Band zur ur- und frühgeschichtlichen Bibliographie Österreichs.

## Werke (Auswahl)
- Bibliographie zur Ur- und Frühgeschichte Österreichs (ausgenommen Römerzeit) 1939–1960, Wien 1965.
- Die latenezeitlichen Funde des Braunauer Heimathauses. Ein Beitrag zu den latenezeitlichen Bronze- und Eisenketten. In: Jahrbuch des Oberösterreichischen Musealvereines. Band 111, Linz 1966, S. 165ff, ooegeschichte.at [PDF].
- Die ur- und frühgeschichtlichen Funde in Oberösterreich.  Ur- und Frühgeschichte Oberösterreichs 1. Linz 1969
- Oberösterreich in ur- und frühgeschichtlicher Zeit. Ur- und Frühgeschichte Oberösterreichs 2 (= Schriftenreihe des Oberösterreichischen Musealvereines 3). Linz 1968.
- Das Slawenproblem aus archäologischer Sicht. In: Baiern und Slawen in Oberösterreich (= Schriftenreihe des Oberösterreichischen Musealvereines 10). Linz 1980, S. 25ff.
- Die Völker im oberösterreichischen Raum am Ende der Antike. In: Severin zwischen Römerzeit und Völkerwanderung. Linz 1982, S. 337ff.
- Oberösterreichisches Schiffahrtsmuseum. Schloß Greinburg. Grein 1985.